# بخش بیور (شهرستان پیک، اوهایو)
بخش بیور (به انگلیسی: Beaver Township) یک منطقهٔ مسکونی در ایالات متحده آمریکا است که در شهرستان پایک، اوهایو واقع شده‌است.
 بخش بیور ۶۱٫۸ کیلومتر مربع مساحت و ۱٬۴۵۰ نفر جمعیت دارد و ۲۵۱ متر بالاتر از سطح دریا واقع شده‌است.